# Диаш Феррейра, Жозе
Жозе Диаш Феррейра (порт. José Dias Ferreira; 30 ноября 1837, Арганил, Коимбра — 8 сентября 1909, Видагу) — португальский политический и государственный деятель, юрист, педагог, доктор права, профессор. Премьер-министр Португалии (1892—1893).

## Биография
С октября 1854 года изучал право в Коимбрском университете. Независимый политик. В июне 1860 год получил степень доктора права и впоследствии начал академическую карьеру. С мая 1861 года стал помощником педагог, в 1862 году — преподавателем естественного права и философии права. В 1866 году стал преподавателем, профессором гражданского права.
Был одним из самым влиятельным учёных в области гражданского права в стране в конце 19 века.
Занимал посты министра образования и финансов.

## Избранные труды
- Ensaio sobre os Primeiros Elementos da Teoria da Estatística do Exmo. Senhor Adrião Pereira Forjaz de Sampaio. Coimbra 1857
- Anotações aos Elementos de Direito Natural do Exmo. Senhor Vicente Ferrer Neto de Paiva. Coimbra 1858
- Acto de Conclusão de Magnas na Faculdade de Direito. Coimbra 1860
- Noções fundamentais de filosofia do Direito. Coimbra 1864
- O Código Civil Português (anotado). Lissabon 1870
- Discursos mais notáveis nas duas câmaras na sessão legislativa de 1881. Lissabon
- Discurso sobre a reforma da Constituição, proferido em sessão de 29 de Janeiro de 1884. Lissabon 1884
- Discursos sobre a reforma da lei eleitoral, proferidos nas sessões de 8 e 10 de Mar
- Código do Processo Civil (anotado). Lissabon 1890
- A Novíssima Reforma Judiciária. Lissabon 1892